# فيديريكو لوزي
فيديريكو لوزي (بالإيطالية: Federico Luzzi)‏ مواليد 03 يناير 1980 في أريتسو - الوفاة 25 أكتوبر 2008، كان لاعب كرة مضرب إيطالي بدأ مسيرته كمحترف سنة 1999 وكان يلعب باليد اليمنى. أعلى تصنيف له في الفردي كان المركز الـ 92 في سنة 2002. أعلى تصنيف له في الزوجي كان المركز الـ 258 في سنة 2003.

## النهائيات
| الرقم | التاريخ        | الدورة   | الأرضية | المنافس في النهائي | النتيجة في النهائي      |
| 1.    | 12 فبراير 2001 | مومباي   | صلبة    | ستيفانو غالفاني    | 6–7(2–7), 7–5, 7–6(7–4) |
| 2.    | 27 أغسطس 2001  | برينديزي | ترابية  | فاسيليس ماراراكيس  | 0–6, 7–6(7–3), 6–4      |
| 3.    | 26 فبراير 2007 | شيربورج  | صلبة    | جيروم هاهنيل       | 7–5, 7–6(8–6)           |

## وصلات خارجية
- فيديريكو لوزي على موقع رابطة محترفي التنس (الإنجليزية)
- فيديريكو لوزي على موقع الاتحاد الدولي لكرة المضرب (الإنجليزية)
- فيديريكو لوزي على موقع كأس ديفيز (الإنجليزية)
- فيديريكو لوزي على موقع خلاصة التنس.كوم (الإنجليزية)
- فيديريكو لوزي على موقع إي إس بي إن.كوم (الإنجليزية)

- الموقع الرسمي